# Fanghné Gyujtó Izabella
Fanghné Gyujtó Izabella (Fangh Istvánné) (álneve: Lépessy Gáspár) (Parajd, 1843. – Kolozsvár, 1914. szeptember 15.) író.

## Életpályája
Gyermekévei az 1848–49-es forradalom és szabadságharc idejével esett egybe. A szabadságharc alatt Szebenben a családot sok zaklatás érte. 1855-től kezdett írogatni. 1874-től kezdve közölték írásait a kolozsvári és a budapesti lapok. 1885-ban Kolozsvárról Budapestre költözött. 1890-től a Divat-Szalon belső munkatársa, majd társszerkesztője volt.
Több regénye és elbeszélése jelent meg.

## Családja
Szülei: Gyujtó Lajos kincstári bányász és Hegyessy Nina voltak. 1863-ban férjhez ment gyermekkori játszótársához, Fangh Istvánhoz a magyar királyi bányahivatal ellenőréhez. Házasságukból három lány és egy fiú született.

## Művei
- A múltak árnyai (Budapest, 1883)
- Az életből (Kolozsvár, 1884)
- Legjobb otthon (Budapest, 1887)
- Őszi hangulat (Budapest, 1892)
- A szabadságharc idejéből, 1847–1850 (Budapest, 1910)